# Harold Hamm
Harold Glenn Hamm (Lexington, 11 dicembre 1945) è un imprenditore e miliardario statunitense, che opera nel settore del petrolio e del gas. È noto per essere stato il pioniere del fracking delle risorse petrolifere di scisto. Nel febbraio 2022, il patrimonio netto di Hamm era stimato in 18,5 miliardi di dollari, rendendolo la 63a persona più ricca del mondo. È il fondatore e presidente di Continental Resources..
Nel 2012, il candidato presidenziale Mitt Romney nominò Hamm come suo consigliere per l'energia,  e Hamm fu un donatore della campagna di Romney. Hamm è stato un raccoglitore di fondi e donatore per le campagne presidenziali anche di Donald Trump nel 2016, 2020, e nel 2024.

## Biografia
Hamm nacque a Lexington, Oklahoma, tredicesimo e più giovane figlio di mezzadri di cotone, Jane Elizabeth (nata Sparks) e Leland Albert Hamm.

## Carriera
Nel 1967 fondò la Shelly Dean Oil Company, che in seguito sarebbe diventata la Continental Resources.  L'azienda è stata pioniera nello sviluppo del giacimento petrolifero di Bakken nel North Dakota e nel Montana utilizzando pozzi perforati orizzontalmente e fratturazione idraulica. Quando la Continental Resources è diventata un importante produttore di petrolio, Hamm si è trovato miliardario. Continental Resources, nota per il suo uso di petrolio di scisto, era in precedenza la quarta più grande società pubblica dell'Oklahoma.

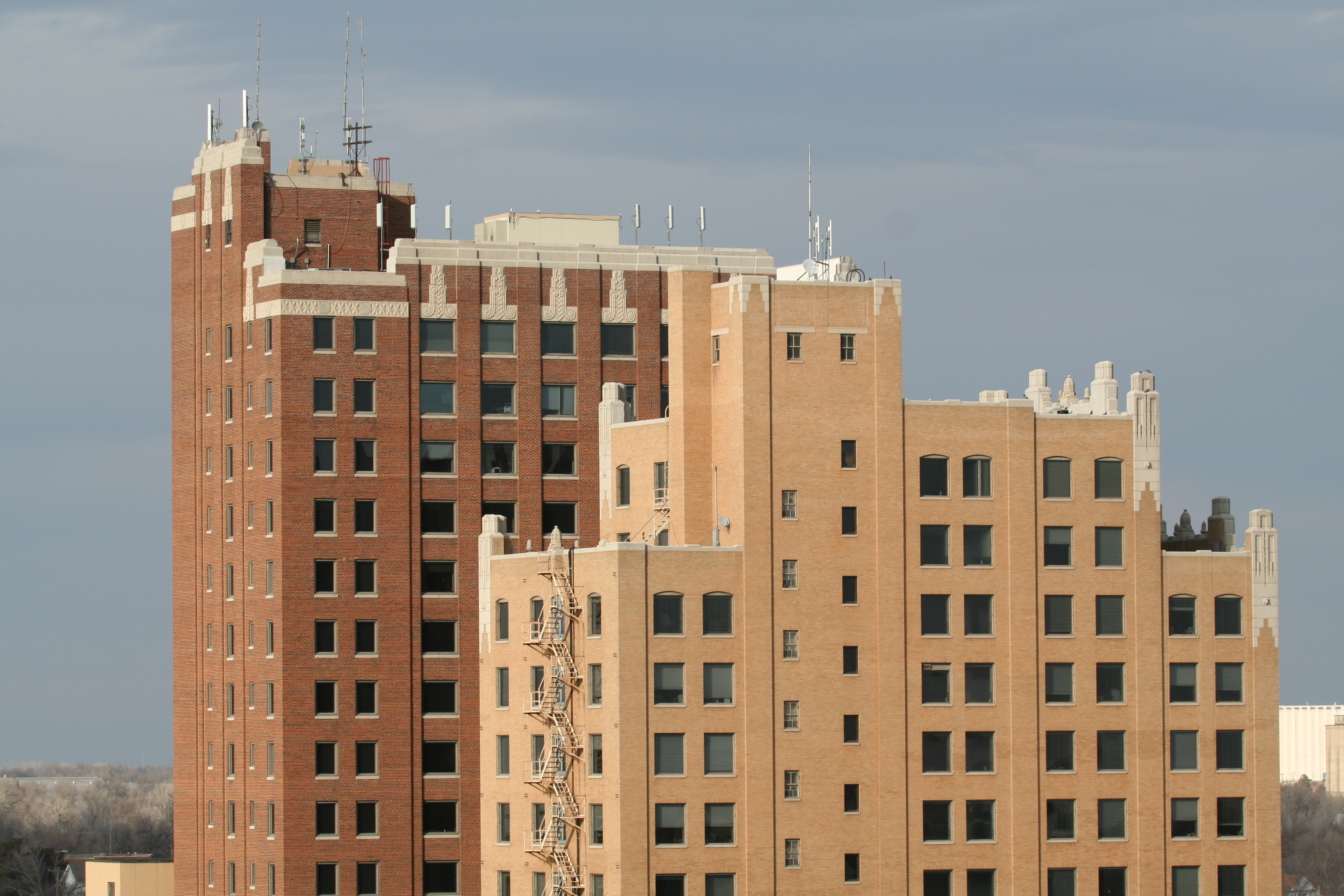
I due edifici Continental Towers a Enid, Oklahoma

Nel 2007, Hamm è stato nominato "Imprenditore dell'anno" da Ernst & Young. Hamm è stato inserito nella Hall of Fame dell'Oklahoma nel 2011.  Nel 2012, la rivista Time ha nominato Hamm una delle "100 persone più influenti del mondo". Forbes lo ha messo in copertina nel maggio 2014, pubblicando la storia "Harold Hamm: The Billionaire Oilman Fueling America's Recovery".

## Coinvolgimento politico
Poco dopo essere stato nominato consigliere per l'energia nella campagna presidenziale del repubblicano Mitt Romney nel marzo 2012, Hamm ha donato 985.000 dollari al super PAC pro-Romney Restore Our Future. Hamm è stato descritto come parte della rete di donatori conservatori dei fratelli Koch, Charles e David Koch.
Nel gennaio 2016, Hamm ha affermato che l'Arabia Saudita stava tentando senza successo di "inondare il mercato del greggio in un momento di eccesso di offerta".
Alla Convention nazionale repubblicana del 2016, Hamm ha criticato le politiche energetiche dell'amministrazione Obama, sostenendo che il presidente Barack Obama stava "gravando sulle compagnie petrolifere con maggiori regolamentazioni" in modo che i prezzi della benzina aumentassero. Hamm ha anche denunciato l'accordo sul nucleare iraniano raggiunto dal Dipartimento di Stato nel 2015, affermando che l'Iran sarebbe più in grado di esportare petrolio e sviluppare una bomba atomica.
Nelle elezioni presidenziali degli Stati Uniti del 2016, il candidato repubblicano Donald Trump ha preso in considerazione la nomina di Hamm a segretario all'energia.
Hamm ha contribuito con 320.000 dollari alla campagna presidenziale di Donald Trump del 2020. Hamm ha criticato Trump per il suo ruolo nell'attacco al Campidoglio degli Stati Uniti del 6 gennaio, dicendo che l'America ha bisogno di una "tabula rasa". Tuttavia, quando Trump è diventato il presunto candidato repubblicano per le elezioni presidenziali del 2024, Hamm ha raccolto fondi per Trump.
Hamm è stato un critico delle politiche energetiche e ambientali dell'amministrazione di Joe Biden.
Nell'aprile 2024, Hamm ha organizzato un evento presso il resort Mar-a-Lago di Trump, in cui i leader dell'industria petrolifera e i lobbisti sono stati invitati a donare un miliardo di dollari alla campagna presidenziale di Trump del 2024 con l'aspettativa che le protezioni ambientali sarebbero state ridotte in caso di rielezione di Trump.

## Coinvolgimento nell'istruzione
L'Harold Hamm Diabetes Center presso l'Università dell'Oklahoma prende il nome da Hamm, che ha il diabete di tipo 2.  Per creare il centro, la Harold and Sue Ann Hamm Foundation ha donato 10 milioni di dollari. Hamm è membro del Global Leadership Council presso la Offutt School of Business del Concordia College, Moorhead.
Hamm e Continental Resources hanno donato 10 milioni di dollari al College of Engineering and Mines dell'Università del North Dakota per creare la Harold Hamm School of Geology and Geological Engineering. Si pensava che fosse il più grande regalo fatto all'università di Grand Forks, nel North Dakota, da un non-alunno.
Il 1º febbraio 2022, la Harold Hamm Foundation e Continental Resources hanno annunciato una donazione di 12 milioni di dollari all'Università di Mary a Bismarck, nel North Dakota, per istituire la Hamm School of Engineering e dotare una "Continental Resources | Monsignor James Shea Cattedra di Ingegneria" presso l'università privata cattolica. Si ritiene che sia la più grande donazione filantropica singola data all'istruzione nella regione del North Dakota occidentale e del Montana orientale.

## Vita privata
La prima moglie di Hamm è stata Judith Ann. Ebbero tre figli. Divorziarono nel 1987.
Nell'aprile del 1988, Hamm ha sposato Sue Ann Arnall, dalla quale ha avuto due figlie, Jane e Hilary. Sue Ann è un'economista e avvocato,  ed è stata dirigente della Continental Resources. Ha chiesto il divorzio il 19 maggio 2012, ma Hamm ha detto di essersi separato da lei nel 2005.  Diversi media hanno riferito che fino alla metà della fortuna stimata di 20 miliardi di dollari di Hamm potrebbe essere trasferita a sua moglie, il che diventerebbe un record mondiale per la maggior parte del denaro trasferito in un divorzio. Mentre un giudice ha stabilito che la sua ex moglie avrebbe ricevuto 1 miliardo di dollari, lei ha respinto l'accordo, chiedendo una somma maggiore. Secondo la CNBC, Arnall ha depositato un assegno di liquidazione di 974.790.317,77 dollari nel 2015 (equivalenti a 1.253.008.584,8 dollari nel 2023).
Hamm vive a Oklahoma City, Oklahoma,  e possiede case a Enid e Nichols Hills, entrambe in Oklahoma. 

## Premi e riconoscimenti
Hamm ha ricevuto lauree honoris causa dall'Università di Mary, dalla Northwestern Oklahoma State University e dall'Università dell'Oklahoma. Ha anche ricevuto una laurea honoris causa dall'Università del North Dakota.